# NGC 5026
NGC 5026 ist eine Balkenspiralgalaxie vom Hubble-Typ SBa im Sternbild Zentaur, die etwa 151 Millionen Lichtjahre von der Milchstraße entfernt ist.
Sie wurde am 5. Juni 1834 von John Herschel mit einem 18-Zoll-Spiegelteleskop entdeckt, der sie dabei mit „pB, R, bM, 40 arcseconds“ beschrieb. Bei einer zweiten Beobachtung notierte er „pB, pL, R, gbM, 50 arcseconds“; seine dritte Notiz lautete „pB, pL, R, gbM, 50 arcseconds, has a star 7th mag 3 degrees N.f. distance = 7.5′“.